# Даль, Владимир Никитович
Владимир Никитович (Никитич) Даль (5 [17] июня 1828, Москва — 14 [26] августа 1891, Москва) — русский педагог, директор Екатеринославской, Кишинёвской и Керченской гимназий, Ришельевского лицея; попечитель Оренбургского учебного округа. Тайный советник (1882).

## Биография
Родился 5 (17) июня 1828 года в Москве в семье Никиты Францевича Даля, который был родом «из иностранцев французской нации» и в 1813 году окончил Московский университет; имел потомственное дворянство и 14 детей
Владимир Даль был крещён в Церкви Успения Пресвятой Богородицы на Покровке. Восприемниками выступили А. Н. Красовский и В. П. Иванова. Известно, что в 1842 году он жил с родителями в доме Комиссии для строений в приходе церкви Успения на Покровке, а в 1847 — с братом Валерием в приходе церкви Преображения в Спасском.
Окончил 1-ю Московскую гимназию, а в 1851 году — юридический факультет Московского университета.
В 1851—1857 — старший учитель Екатеринодарской войсковой гимназии, где преподавал закон Божий; титулярный советник (1851), коллежский асессор (1855). С 1857 года инспектор Херсонской мужской гимназии; надворный советник (1859). С 1861 года директор Екатеринославской гимназии. Коллежский советник (1863).
С 1864 года — директор училищ Таврической губернии; 27 октября 1865 года вышел в отставку, но уже в 1866 году был управляющим Бессарабской Контрольной палатой; статский советник с 27 ноября 1867 года. С 24 января 1870 года — директор училищ Таврической губернии с исполнением должности директора Симферопольской мужской казённой гимназии; действительный статский советник с 1874 года. С 1876 года — директор Керченской Александровской гимназии, с 1879 года — инспектор Императорского Новороссийского университета.
С 31 марта 1880 года был назначен попечителем Оренбургского учебного округа; 20 сентября 1882 года вышел в отставку с производством в тайные советники.
Был членом Московского Совета детских приютов, с 1 марта 1886 года — заведующий учебной частью этого Совета.
Публиковался в журналах со статьями об образовании, в том числе «Детская помощь» под псевдонимом В. Никитин.
Умер 14 (26) августа 1891 года в Москве, похоронен на Семёновском кладбище.

## Награды
- Ордена Св. Анны 1-й, 2-й (1868), 3-й ст.
- Ордена Св. Станислава 1-й (01.01.1876), 2-й, 3-й ст.
- Орден Св. Владимира 3-й ст. (01.01.1872)
- Крест в память покорения Кавказа. За участие отражения нападения горцев на Екатеринодар в 1856 году[5]

## Семья
Жена — Пелагея Дмитриевна Посполитаки. Их дети:
- Константин (1871 — не ранее 1930) Окончил Московский сельскохозяйственный институт в 1903 году. С 1910 — уполномоченный по сельскому хозяйству Таврической губернии. Начальник Управления земледелия Крымнаркомзема. Доцент. Репрессирован[6].
- Николай (1860—1939).
- Ольга (?—?), окончила Екатерининское училище в Москве в 1881 году.